# John Palmer (compositor)
John Palmer (1959) es un compositor británico cuya obra abarca desde la música acústica (orquestal, ópera, ensemble, de cámara e instrumental) hasta la música electroacústica, incluyendo la acusmática.

## Biografía
Inició su carrera como pianista y compositor en el contexto de la música experimental en los años 1970. A partir de mediados de los años 1980 se dedicó principalmente a la composición de música contemporánea, incluyendo obras orquestales, de cámara, vocales, para instrumento solista y obras con medios electrónicos.
Estudió piano y composición en el Conservatorio de Lucerna, con Edison Denisov y Vinko Globokar, y posteriormente en el Trinity College of Music de Londres. Obtuvo su doctorado en composición en la City University de Londres, y durante tres años trabajó de forma privada con el compositor Jonathan Harvey.
Su música temprana refleja influencias de John Cage, del free jazz y de la estética aleatoria. Con el tiempo desarrolló un lenguaje propio que integra aspectos de la música espectral, el pensamiento zen, y la búsqueda de un sonido interior vinculado al silencio y a la escucha meditativa. Algunas de sus obras hacen referencia directa a la cultura japonesa, como Koan, Satori, y Waka.
Es profesor en la Hochschule für Musik und Darstellende Kunst Stuttgart.Perfil docente en HMDK Stuttgart

## Estilo y obras
Palmer combina en su lenguaje un enfoque introspectivo con el virtuosismo de la tradición modernista europea. La integración entre medios acústicos y electrónicos es una constante en su obra, ya sea mediante el uso de live electronics o de medios acusmáticos. Su música ha sido interpretada en Europa, América y Asia.
Entre sus obras destacadas se encuentran Beyond the Bridge, Encounter, Transparence, Transient y Thereafter. Están publicadas por Composers Edition (Reino Unido) y Vision Edition.Perfil en Composers EditionVision Edition – catálogo del compositor

## Obras seleccionadas
Omen (1991), para orquesta y coro
There (1992, rev. 2019), para orquesta de cuerdas y cuarteto de cuerdas
Hypothetical Questions (1992, rev. 2011), para orquesta sinfónica
Concertino (1994), para orquesta
Concerto para piano (2005), para piano microtonal, orquesta y coro
Doble concierto (2016), para violín, violonchelo y orquesta
Not Two (2017), para orquesta

## Reconocimientos
Premio Cultural de la Ciudad de Lucerna por la obra Omen (1992)
Segundo premio en el Concurso Internacional de Bourges por Beyond the Bridge (1994)
Primer premio por Mémoires en el Concurso Presque Rien, París (2011)
Medalla del Presidente de la República Italiana (2010) por la obra Transference